# Manawyddan Fab Llyr
Manawydan Fab Llyr (« fils de Llyr ») est une figure de la mythologie celtique galloise. Il est le héros de l'un des plus importants textes de la mythologie galloise, le Mabinogi
La forme Manawyddan est erronée (elle vient d'une mauvaise lecture des mmss). La forme Manawydan ou Manawyt est correcte (Ifor Williams, Bulletin of the Board of Celtic Studies 3, 49).
Il est l'équivalent du dieu irlandais Manannan Mac Lir des Tuatha Dé Danann. Les deux théonymes signifient « le Mannois », en référence à l’île de Man. Il a un frère Bran le Béni et une sœur Branwen, son épouse est Rhiannon. Il est probable que sous la figure de Manawydan se dissimule la divinité principale de l'île de Man.

## Les aventures mythiques
D’après les Mabinogion, Pryderi, après le décès de son père Pwyll, invite Manawydan à vivre avec lui en Dyfed et d’épouser Rhiannon sa mère, après qu’ils sont revenus de la bataille en Irlande. Mais lorsqu’ils arrivent, ils constatent qu’un sortilège provoque la disparition des gens et des animaux domestiques du Dyfed, laissant seuls Rhiannon, Pryderi et sa femme Kigva, et Manawydan, dans un pays désert. Ils vivent de la chasse pendant quelque temps puis vont en Angleterre pour vivre comme des artisans, mais la qualité de leur travail conduit les autres artisans à comploter leur mort par jalousie, et finalement ils retournent en Dyfed.
Par la suite, Pryderi et Rhiannon ayant disparu, Manawydan et Kigva sont de nouveau contraint d’aller vivre en Angleterre et une fois de plus ils sont chassés par des jalousies rivales. Cette fois, Manawydan rapporte du blé dans le but de le cultiver. Quand arrive le temps de la moisson, une partie de la récolte a été mangée par des souris. Il en attrape une et quand il va pour la pendre le lendemain, trois hommes arrivent et lui proposent une rançon en échange de la vie de l’animal. Il refuse, mais parvient à persuader l’un d’eux, un évêque, de lever la malédiction sur le Dyfed et de délivrer Pryderi et Rhiannon.
L’un des étrangers dit être Llwyd fab Cil Coed et avoue avoir ensorcelé le Dyfed et capturé Rhiannon et Pryderi par vengeance, pour l’insulte faite à son ami Gwawl par Pwyll (le père de Pryderi et premier époux de Rhiannon).